# Horné Naštice
Horné Naštice és un poble i municipi d'Eslovàquia que es troba a la regió de Trenčín. La primera menció escrita de la vila es remunta al 1295.

## Demografia
| Godina             | 1994 | 2004   | 2014   | 2024    |
| ------------------ | ---- | ------ | ------ | ------- |
| Nombre de persones | 458  | 418    | 430    | 529     |
| Diferència         |      | −8,73% | +2,87% | +23,02% |

| Godina             | 2023 | 2024   |
| ------------------ | ---- | ------ |
| Nombre de persones | 521  | 529    |
| Diferència         |      | +1,53% |